# Вільшанська волость (Куп'янський повіт)
Вільшанська волость — історична адміністративно-територіальна одиниця Куп'янського повіту Харківської губернії з центром у слободі Вільшана.
Станом на 1885 рік складалася з 19 поселень, 7 сільських громад. Населення — 7491 особа (3596 осіб чоловічої статі та 3895 — жіночої), 1176 дворових господарств.
|                     | Площа, десятин | У тому числі орної, дес. |
| ------------------- | -------------- | ------------------------ |
| Сільських громад    | 15232          | 10092                    |
| Приватної власності | 12781          | 3151                     |
| Іншої власності     | 99             | 70                       |
| Загалом             | 28112          | 13313                    |

Поселення волості:
- Вільшана — колишня державна слобода при річці Вільшана за 20 верст від повітового міста, 2428 осіб, 387 дворів, православна церква, школа, 2 постоялих двори, 2 лавки.
- Володимирівка — колишня власницька слобода, 294 особи, 47 дворів, православна церква.
- Мироносівка — колишнє власницьке село, 615 осіб, 98 дворів.
- Тавільжанка — колишній державний хутір, 1067 осіб, 170 дворів.